# Carl Ed

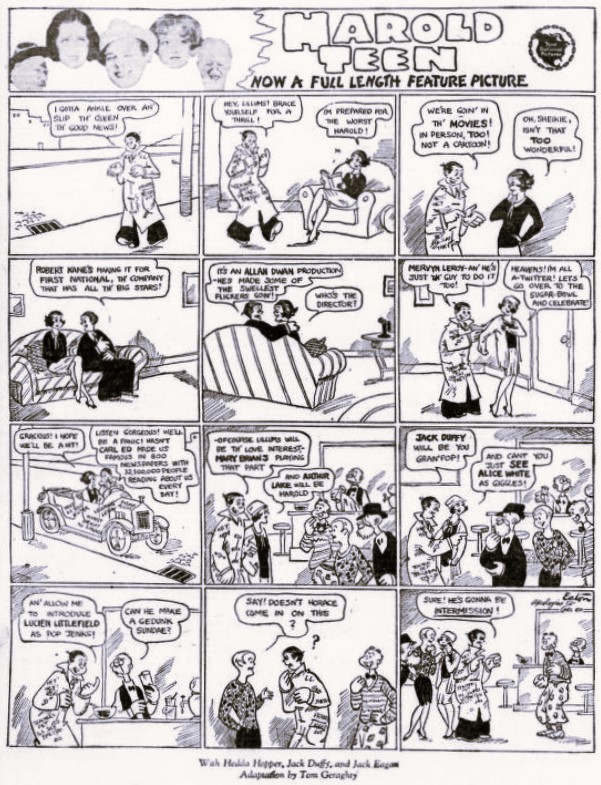
Harold Teen.

Carl Frank Ludwig Ed (1890-1959) est un auteur de bande dessinée  américain surtout connu pour avoir créé Harold Teen (en), premier comic strip sur l'adolescence, diffusé de février 1919 à novembre 1959, deux mois après le décès d'Ed.

## Adaptations au cinéma
- 1928 : Harold Teen par Mervyn LeRoy
- 1934 : Harold Teen (en) par Murray Roth